# Mihajlo Banjac
Mihajlo Banjac (in serbo Михајло Бањац?; Novi Sad, 10 novembre 1999) è un calciatore serbo, centrocampista del Kryl'ja Sovetov Samara.

## Caratteristiche tecniche
È un centrocampista offenisvo.

## Carriera
Cresciuto nel settore giovanile dell'Inđija, ha esordito in prima squadra il 7 maggio 2017 disputando l'incontro di Prva Liga Srbija vinto 2-0 contro la Dinamo Vranje. Il 3 luglio 2020 è stato acquistato dal TSC Bačka Topola.